# Пануфник, Роксана
Роксанна Пануфник (англ. Roxanna Panufnik; род. 24 апреля 1968) — британский композитор польского происхождения. Она дочь композитора и дирижёра сэра Анджея Пануфника и его второй жены Камиллы, урождённой Джессел.

## Биография
Пануфник родилась в Лондоне. Училась в школе Bedales, а затем — в Королевской музыкальной академии. Она написала широкий спектр произведений, включая оперу, балет, музыкальный театр, хоровые произведения, камерные композиции и музыку для кино и телевидения, которые регулярно исполняются во всем мире.
Среди наиболее широко исполняемых работ Роксанны Пануфник — «Вестминстерская месса», заказанная для хора Вестминстерского собора по случаю 75-летия кардинала Хьюма в мае 1998 года, «Музыкальная программа», опера для сезона тысячелетия Польской национальной оперы, премьера которой состоялась в Великобритании в театре тысячелетия. Фестиваль BOC в Ковент-Гардене, а также настройки для сольных голосов и оркестра из «Звериных сказок» Викрама Сета — первая из которых была заказана BBC для Патрисии Розарио и Лондонского Сити Симфония. Все три сказки доступны на диске.
Пануфник проявляет особый интерес к мировой музыке; Недавней кульминацией этого стал концерт для скрипки Abraham по заказу Музыкального фестиваля Саванны для Дэниела Хоупа, включающий христианскую, исламскую и еврейскую музыку. Затем это было преобразовано в увертюру, заказанную Всемирным оркестром мира и премьера которой состоялась в Иерусалиме под управлением Валерия Гергиева.
Недавно состоялась премьера её оратории «Танец жизни» (на латинском и эстонском языках), включающей её четвертую массовую постановку, для нескольких таллиннских хоров и Таллиннского филармонического оркестра (уполномоченного в ознаменование их пребывания в культурной столице Европы 2011 года). Премьера её «Четыре сезона мира» для скрипачки Тасмин Литтл была показана вместе с лондонскими игроками Моцарта и транслировалась в прямом эфире на BBC Radio 3 2 марта 2012 года в рамках программы Music Nation BBC Radio 3, посвященной Олимпийским играм 2012 года.

Бристольские певцы Exultate Singers под руководством их основателя-дирижёра Дэвида Огдена дали премьеру произведений Пануфника Magnificat и Nunc Dimittis на Лондонском фестивале современной церковной музыки в 2012 году. О Magnificat Пануфник сказал:
«Я посоветовался со своим хорошим другом, преподобным каноником Майклом Хэмпелом, и он предложил идею совместить Ave Maria с Magnificat — поскольку эти слова архангела Гавриила, рассказывающего Марии, что она носит сына Божьего, должно быть, были в её уме больше всего. для Magnificat, который является её ответом на эту потрясающую новость — слова, которые она произносит, когда навещает свою кузину Элизабет. Соединяя два текста вместе, у них возникают очень близкие ассоциации — это казалось очень естественным делом. Эта статья посвящена два хора-заказчика, Exultate Singers и хор епископальной церкви Святого Марка в Филадельфии, с благодарностью за наше счастливое продолжение сотрудничества».
Опера Гарсингтон заказала народную оперу Пануфника «Серебряная береза» и дала мировую премьеру 28 июля 2017 года. С либретто писательницы Джессики Дюшен этот праздник музыки, драмы, поэзии и танца собрал на сцене и в яме 180 исполнителей из местных школ. и сообщество, работающее вместе с профессиональными солистами, Pinewood Group и Гарсингтонским оперным оркестром. Карен Гиллингем, креативный директор программы обучения и участия в Garsington Opera, режиссёр и Дуглас Бойд, Художественный руководитель Garsington Opera, дирижировал. Вдохновленная вневременными темами войны и затронутых ею отношений, опера опирается на стихи Зигфрида Сассуна и свидетельства британского солдата, недавно служившего в Ираке, чтобы проиллюстрировать человеческие трагедии конфликтов прошлого и настоящего.
Пануфник был первым ассоциированным композитором London Mozart Players в 2012—2015 годах.
Она является вице-президентом Joyful Company of Singers.

## Избранные работы
- Вестминстерская месса (1997), заказанная к 75-летию кардинала Бэзила Хьюма, исполнена в мае 1998 года в Вестминстерском соборе
- Powers & Dominions (2001), концертино для арфы с оркестром
- Инкле и Ярико (1996), реконструкция антирабовладельческой пьесы XVIII века
- Музыкальная программа (1999), камерная опера по заказу Польской национальной оперы (по роману Поля Мику)
- Звериные сказки (2001/2), для сопрано и оркестра
- I Dream’d , одно из девяти хоровых произведений, составляющих «Гирлянду для Линды» в память о Линде Маккартни
- The Upside Down Sailor , сотрудничество с Ричардом Стилгоу
- Spirit Moves , квинтет для духового ансамбля Fine Arts
- Рядовой Джо , произведение для баритона Найджела Клиффа и струнного квартета Шидлофа
- Odi et Amo , балет для London Musici и Rambert Dance Company
- Оливия , струнный квартет для квартета Маггини, с дополнительным детским хором
- Love Abide (2006), пьеса для хора, меццо-сопрано, органа, арфы и струнных, заказанная Обществом хорового искусства Филадельфии к его 25-летию
- Дикие пути (2008), пьеса для хора и сякухати по заказу Nonsuch Singers и Kiku Day
- So Strong Is His Love (2008), пьеса для хора и квартета, заказанная Waltham Singers к 25-летию их дирижёра Эндрю Фарделла
- All Shall be Well (2009), рождественский гимн по заказу Exultate Singers к 20-летию падения Берлинской стены
- Зов (2010), рождественская песнь по заказу Колледжа Святого Иоанна в Кембридже
- Magnificat (2012), пьеса для хора по заказу Exultate Singers
- Nunc Dimittis (2012), пьеса для хора по заказу Exultate Singers
- Песня имен (2012), пьеса для хора и камерного оркестра по заказу Портсмутской гимназии ко Дню памяти
- Серебряная береза (2017), народная опера по заказу Garsington Opera
- Колыбельная песня (2017), пьеса для хора и органа по заказу Королевского хорового общества